# Valencia del Ventoso (stacja kolejowa)
Valencia del Ventoso (hiszp. Estación de Valencia del Ventoso) – stacja kolejowa w Valencia del Ventoso, w prowincji Badajoz, we wspólnocie autonomicznej Estremadura, w Hiszpanii.
Jest obsługiwana przez pociągi Media Distancia Renfe oraz pociągi towarowe.

## Położenie stacji
Znajduje się na linii kolejowej Zafra – Huelva o rozstawie iberyjskim w km 22,5, na wysokości 499 m n.p.m., pomiędzy stacjami Medina de las Torres i Fregenal de la Sierra.

## Historia
Stacja została otwarta w dniu 1 stycznia 1889 roku wraz z odcinkiem Zafra-Valdelamusa linii między Huelvą i Zafrą. Linia ta została wybudowana przez Compañía del Ferrocarril de Zafra a Huelva. Przedsiębiorstwo te zarządzało linią i stacją do 1941 roku, kiedy to miała miejsce nacjonalizacja kolei w Hiszpanii i doszło do utworzenia RENFE.
Od 31 grudnia 2004 roku infrastrukturą kolejową zarządza Adif.

## Linie kolejowe
- Zafra – Huelva

## Połączenia
| Linia MD | Pociąg    | Z/Do   |  | Z/Do   |
| -------- | --------- | ------ |  | ------ |
|          | Intercity | Madrid |  | Huelva |